# Route européenne 840
Pour les articles homonymes, voir Route 840.
La route européenne 840 est une route reliant Sassari en Sardaigne à Tarquinia où elle rejoint la Route européenne 80. Entre Olbia et  Civitavecchia, il n'y a pas de route, mais la Mer Tyrrhénienne.